# Furnarius minor
Furnarius minor là một loài chim trong họ Furnariidae.